# Новый Амстердам (театр)
Но́вый Амстерда́м (англ. The New Amsterdam Theatre) — бродвейский театр, расположенный недалеко от площади Таймс-сквер в западной части 42-й улицы между Седьмой и Восьмой авеню в театральном квартале Манхэттена, Нью-Йорк, США. Построен в 1902—1903 гг. архитектурной фирмой «Herts & Tallent». С 1980 года входит в Национальный реестр исторических мест США (памятник истории и архитектуры). Делит с «Лицейским театром» звание старейшего театра Бродвея. С 1993 года управляется компанией «Disney Theatrical Productions» для проката своих мюзиклов.

## История

### Строительство

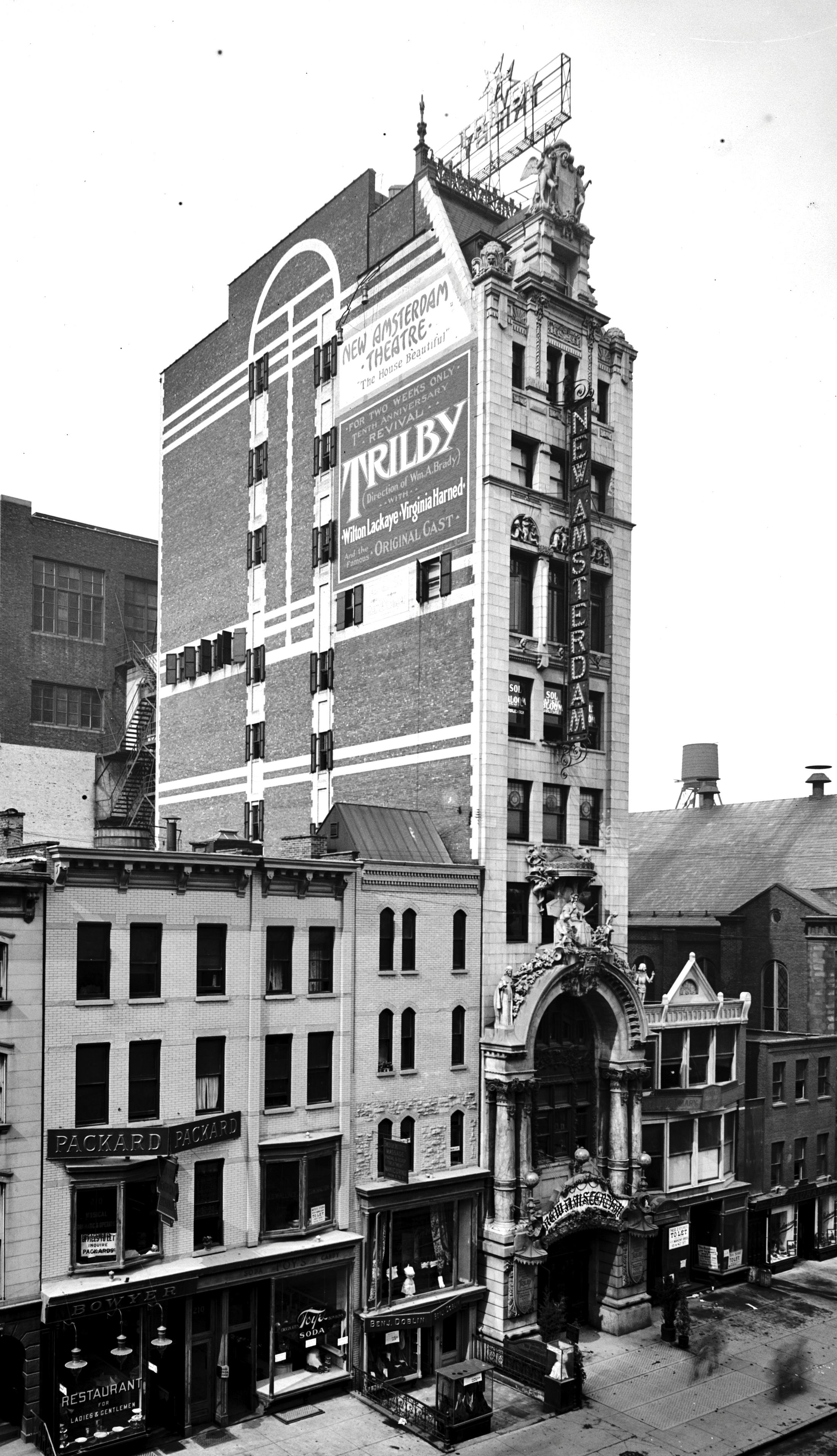
Здание театра в 1905 году

Театр был построен в 1902—1903 гг. товарищеским импресарио «A.L. Erlanger and Marcus Klaw» и архитектурной фирмой «Herts & Tallent». Здание фасада выполнено в стиле боз-ар, а внутренний интерьер представляет собой первый конкретный пример модерна в Нью-Йорке. Отделкой занималась большая команда художников и скульпторов, среди которых: Джордж Грей Барнард, Роберт Фредерик Блум, братья Нумарк, Роланд Хинтом Перри, Альбер Вензел и др. На момент открытия «Новый Амстердам» был самым вместительным театром Нью-Йорка: зрительный зал насчитывал 1702 места. Остальные помещения использовались как офисы.

### Первые годы
Театр открыл свои двери для зрителей 2 ноября 1903 года премьерой спектакля по комедии Шекспира «Сон в летнюю ночь».
С 1913 по 1927 год «Новый Амстердам» был домом для серии постановок «Безумства Зигфелда». В здании находился офис Флоренза Зигфелда младшего, а на крыше располагался ночной клуб, которым также руководил Зигфелд. После «Безумств» в театре шли «Скандалы Джорджа Уайта» и постановки театральной компании «Гражданский репертуарный театр» (англ. The Civic Repertory Theatre), основанной англо-американской актрисой и сценаристкой Эвой Ле Галлиен.
Театр впервые закрывается в 1937 году — почти на закате Великой депрессии. К этому времени театральный бизнес Бродвея был в упадке. «Новый Амстердам» был перепрофилирован в кинотеатр.

### Реконструкция
В 1982 году «Новый Амстердам» становится собственностью компании «The Nederlander Organization», однако она театром не занималась и он вновь закрывается в 1985 году. Проиграв суд в 1990 году, театр переходит под управление властей Нью-Йорка (как и большинство театров на 42-й улице). В 1993 году театр на 99 лет арендует «Disney Theatrical Productions» — буквально только что образовавшееся подразделение «The Walt Disney Company». К этому времени здание театра было в очень плохом состоянии, однако ещё успело стать съёмочной площадкой для фильма «Ваня на 42-й улице». Чтобы вернуть «Новому Амстердаму» исходный вид и величие, потребовалось два года (1995—1997) и миллионы долларов на внешнюю и внутреннюю реконструкцию, которой руководил архитектор Хью Харди. Сад на крыше, созданный в 1904 году, пришлось закрыть совсем, так как он не мог отвечать современным строительным нормам.

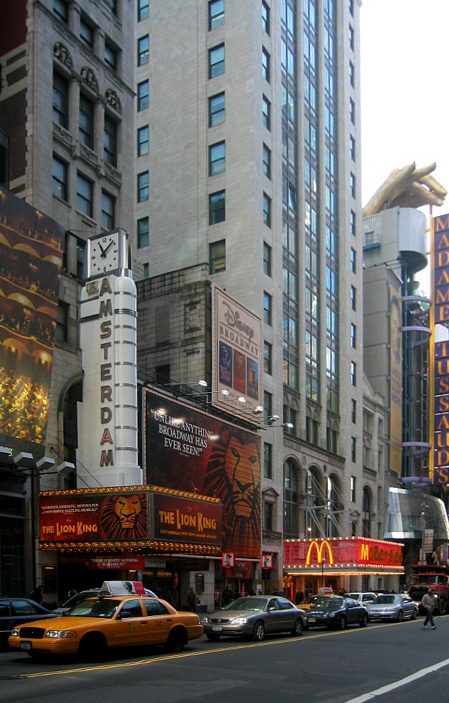
Театр в оформлении мюзикла «Король лев» (февраль 2003 года)

Официально театр вновь открылся 2 апреля 1997 года. Здесь состоялись премьера анимационного фильма «Геркулес» и ограниченный показ концертной версии мюзикла «Царь Давид». В ноябре в «Новом Амстердаме» открылся триумфальный мюзикл «Король лев», который шёл до 4 июня 2006 года; постановка переехала в театр «Минскофф», чтобы освободить площадку для другого мюзикла от «Disney Theatrical Productions» — «Мэри Поппинс».
После завершения проката «Мэри Поппинс» 3 марта 2013 года, театр был закрыт на небольшую реконструкцию. 26 февраля 2014 года в нём начались превью-спектакли мюзикла «Аладдин». Его стационарный прокат начался 20 марта, который идёт по сей день.

## Основные постановки в театре
- серия шоу «Безумства Зигфелда» (1913 — 1927)
- спектакли «Гражданского репертуарного театра» (1927 — 1935)
- «Скандалы Джорджа Уайта» (1927 — 1936)
- мюзикл «Царь Давид» (1997)
- мюзикл «Король лев» (1997 — 2006)
- мюзикл «Мэри Поппинс» (2006 — 2013)
- мюзикл «Аладдин» (2014 — наст. время)

## Интересные факты
- Первая и последняя пьесы, которые игрались в театре, были поставлены по Шекспиру: «Сон в летнюю ночь» открыла театр 2 ноября 1903 года, а «Отелло» закрыла его в январе 1937 года[7]. После в «Новом Амстердаме» можно было увидеть только фильмы и мюзиклы.
- 10 августа 2014 года бродвейский «Аладдин» побил рекорд недельных кассовых сборов в театре «Новый Амстердам», собрав за двадцать четвёртую неделю проката $1 602 785. До этого рекордсменом был мюзикл «Мэри Поппинс» с результатом $1 587 992[8]. Однако на тридцать третьей неделе (13 октября 2014 года) «Аладдин» выручил уже $1 614 428, обновив собственный рекорд.